# Route nationale 668
La route nationale 668 ou RN 668 était une route nationale française reliant La Réole à Miramont-de-Guyenne. À la suite de la réforme de 1972, elle a été déclassée en RD 668.

## Ancien tracé de La Réole à Miramont-de-Guyenne (D 668)
- La Réole
- Saint-Hilaire-de-la-Noaille
- Roquebrune
- Monségur
- Duras
- Auriac-sur-Dropt
- Moustier
- Allemans-du-Dropt
- Miramont-de-Guyenne